# Zygocera concinna
Zygocera concinna là một loài bọ cánh cứng trong họ Cerambycidae.